# Charles Lawton Jr.
Charles Lawton Jr. (parfois crédité Charles Lawton), A.S.C., est un directeur de la photographie américain, né le 6 avril 1904 à Los Angeles (Californie), où il est décédé — dans le quartier de Pacific Palisades — le 11 juillet 1965.

## Biographie
Après trois films comme premier assistant opérateur ou cadreur, en 1933 et 1935, Charles Lawton Jr. débute comme chef opérateur en 1937. Il participe alors à cent-dix films américains (et un film britannique), dont de nombreux westerns, jusqu'en 1965. Il meurt durant le tournage de Oh Dad, Poor Dad, Mamma's Hung You in the Closet and I'm Feelin' So Sad (en), sorti en 1967, réalisé par Richard Quine, aux côtés duquel il travaille à plusieurs reprises, comme sur Ma sœur est du tonnerre (1955, avec Janet Leigh et Jack Lemmon).
Il collabore également, entre autres, avec les réalisateurs Budd Boetticher (ex. : Comanche Station en 1960, avec Randolph Scott et Nancy Gates), Delmer Daves (ex. : La Montagne des neuf Spencer en 1963, avec Henry Fonda et Maureen O'Hara), John Ford (ex. : Les Deux Cavaliers en 1961, avec James Stewart et Richard Widmark), ou encore Orson Welles (La Dame de Shanghai en 1947, avec Rita Hayworth et Orson Welles).
À la télévision, Charles Lawton Jr. est directeur de la photographie sur trois séries (un épisode de chacune), en 1953, 1956 et 1959.

## Filmographie partielle
Films américains, sauf mention contraire

### Comme directeur de la photographie
- 1937 : My Dear Miss Aldrich de George B. Seitz
- 1938 : Trois Hommes dans la neige (Paradise for Three) d'Edward Buzzell
- 1938 : Surprise Camping (Listen, Darling), d'Edwin L. Marin
- 1938 : Chasseurs d'accidents (The Chaser) d'Edwin L. Marin
- 1939 : La Belle et la Loi (en) (Within the Law) de Gustav Machatý
- 1939 : Miracles à vendre (Miracles for Sale) de Tod Browning
- 1939 : Nick Carter, Master Detective de Jacques Tourneur
- 1940 : Gold Rush Maisie d'Edwin L. Marin
- 1940 : André Hardy va dans le monde (Andy Hardy meets Debutante) de George B. Seitz
- 1940 : Congo Maisie (en) d'H. C. Potter
- 1941 : Les Marx au grand magasin (The Big Store) de Charles Reisner
- 1941 : Free and Easy de George Sidney
- 1942 : Les Amours de Marthe (The Affairs of Martha) de Jules Dassin

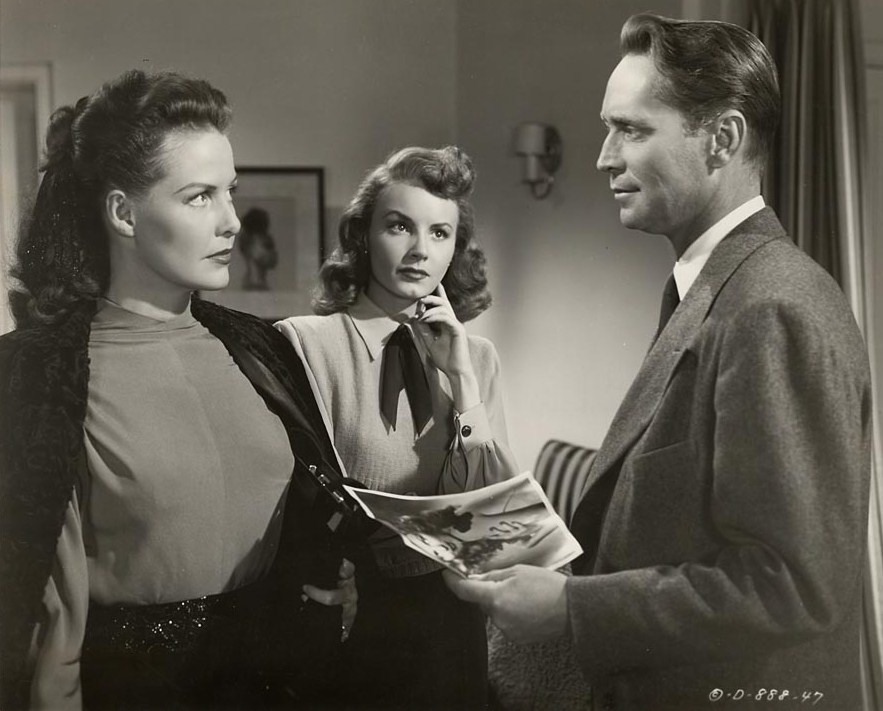
Prise de vue pour Les Liens du passé (1948)
- de gauche à droite : Janis Carter, Janet Blair et Franchot Tone -

- 1942 : Un Américain pur sang (Joe Smith, American) de Richard Thorpe
- 1942 : Les Yeux dans les ténèbres (Eyes in the Night) de Fred Zinnemann
- 1942 : Un drôle de lascar (A Yank at Eton) de Norman Taurog
- 1943 : Young Ideas de Jules Dassin
- 1943 : Chasseuses d'autographes (The Youngest Profession) d'Edward Buzzell
- 1944 : Trois c'est une famille (Three Is a Family) d'Edward Ludwig
- 1944 : See Here, Private Hargrove de Wesley Ruggles
- 1944 : Dans la chambre de Mabel (Up in Mabel's Room) d'Allan Dwan
- 1945 : L'Apprentie amoureuse (Kiss and Tell) de Richard Wallace
- 1946 : Rio, rythme d'amour (en) (The Thrill of Brazil) de S. Sylvan Simon
- 1947 : La Dame de Shanghai (The Lady from Shanghai) d'Orson Welles
- 1947 : Mon loufoque de mari (Her Husband's Affairs) de S. Sylvan Simon
- 1948 : La Flèche noire (The Black Arrow) de Gordon Douglas
- 1948 : Les Liens du passé (I love Trouble) de S. Sylvan Simon
- 1949 : Jenny, femme marquée (Shockproof) de Douglas Sirk
- 1949 : Les Aventuriers du désert (The Walking Hills) de John Sturges
- 1949 : Miss Grain de sel (Miss Grant takes Richmond) de Lloyd Bacon
- 1949 : Française d'occasion (Slightly French) de Douglas Sirk
- 1949 :  Face au châtiment (The Doolins of Oklahoma) de Gordon Douglas
- 1950 : En plein cirage (The Full Brush Girl) de Lloyd Bacon
- 1950 : La Revanche des gueux (Rogues of Sherwood Forest) de Gordon Douglas
- 1950 : L'Homme du Nevada (The Nevadan) de Gordon Douglas
- 1950 : Kill the Umpire de Lloyd Bacon
- 1951 : Le Cavalier de la mort (Man in the Saddle) d'André de Toth
- 1951 : L'Épée de Monte Cristo (Mask of the Avenger) de Phil Karlson
- 1951 : La Bagarre de Santa Fe (Santa Fe) d'Irving Pichel
- 1952 : Le Relais de l'or maudit (Hangman's Knot) de Roy Huggins
- 1952 : Vocation secrète (Boots Malone) de William Dieterle
- 1952 : Paula, de Rudolph Maté
- 1953 : La Belle du Pacifique (Miss Sadie Thompson) de Curtis Bernhardt
- 1953 : Le Sabre et la Flèche (Last of the Comanches) d'André de Toth
- 1953 : Descendons le Mississippi (en) (Cruisin' Down the River) de Richard Quine
- 1953 : Remarions-nous (Let's do it again) d'Alexander Hall
- 1954 : Trois Heures pour tuer (Three Hours to Kill) d'Alfred L. Werker
- 1954 : Le destin est au tournant (Drived a crooked Road) de Richard Quine
- 1955 : Bring Your Smile Along de Blake Edwards
- 1955 : Ce n'est qu'un au revoir (The Long Gray Line) de John Ford
- 1955 : Ma sœur est du tonnerre (My Sister Eileen) de Richard Quine
- 1956 : L'Homme de nulle part (Jubal) de Delmer Daves
- 1956 : Pleine de vie (Full of Life) de Richard Quine
- 1956 : L'Extravagante Héritière (You can't run away from It) de Dick Powell
- 1957 : Le Bal des cinglés (Operation Mad Ball) de Richard Quine
- 1957 : L'Homme de l'Arizona (The Tall T) de Budd Boetticher
- 1957 : 3 h 10 pour Yuma (3:10 to Yuma) de Delmer Daves
- 1958 : Inspecteur de service (Gideon's Day) de John Ford (film britannique)
- 1958 : Le Salaire de la violence (Gunman's Walk) de Phil Karlson
- 1958 : Cow-boy (Cowboy) de Delmer Daves
- 1958 : La Dernière Fanfare (The Last Hurrah) de John Ford
- 1959 : Train, Amour et Crustacés (It happened to Jane) de Richard Quine
- 1959 : La Chevauchée de la vengeance (Ride Lonesome) de Budd Boetticher
- 1960 : Contre-espionnage (Man on a String) d'André de Toth
- 1960 : Comanche Station de Budd Boetticher
- 1961 : Un raisin au soleil (A Raisin in the Sun) de Daniel Petrie
- 1961 : Les Deux Cavaliers (Two Rode Together) de John Ford
- 1962 : Amours à l'italienne (Rome Adventure) de Delmer Daves
- 1963 : La Montagne des neuf Spencer (Spencer's Mountain) de Delmer Daves
- 1964 : Ensign Pulver de Joshua Logan
- 1965 : À corps perdu (A Rage to live) de Walter Grauman
- 1967 : Oh Dad, Poor Dad, Mamma's Hung You in the Closet and I'm Feelin' So Sad (en) de Richard Quine

### Autres fonctions
- 1933 : Another Language d'Edward H. Griffith (cadreur)
- 1935 : Baby Face Harrington de Raoul Walsh (premier assistant opérateur)
- 1935 : Imprudente Jeunesse (Reckless) de Victor Fleming (premier assistant opérateur)